# Chelsea (Dakota Południowa)
Chelsea – miasto w Stanach Zjednoczonych, w stanie Dakota Południowa, w hrabstwie Faulk.